# KNVB-Pokal 2014/15
Der KNVB-Pokal 2014/15 war die 97. Auflage des niederländischen Fußball-Pokalwettbewerbs. Insgesamt nahmen 85 Mannschaften an dem Wettbewerb teil: die 35 Vereine der beiden Profiligen (ohne die drei dort spielenden Reserveteams) und 50 Amateurmannschaften.
Die erste Runde begann am 26. August 2014, das Finale fand am 3. Mai 2015 in De Kuip in Rotterdam statt. Sieger wurde der FC Groningen, der das Finale gegen Titelverteidiger PEC Zwolle mit 2:0 gewann. Der FC Groningen qualifizierte sich damit für die Playoff-Runde der UEFA Europa League 2015/16.

## Teilnehmende Teams
| Eredivisie (18) (Level 1) | Eredivisie (18) (Level 1) | Eerste Divisie (17) (Level 2) | Eerste Divisie (17) (Level 2)                                                                                              |
| --- | --- | --- | --- |
| - Ajax Amsterdam - ADO Den Haag - AZ Alkmaar - SC Cambuur - Feyenoord Rotterdam - FC Groningen - Go Ahead Eagles - SC Heerenveen - Heracles Almelo | - NAC Breda - PEC Zwolle - PSV Eindhoven - FC Twente Enschede - FC Utrecht - Vitesse Arnheim - FC Dordrecht ▲ - Excelsior Rotterdam ▲ - Willem II Tilburg ▲ | - NEC Nijmegen ▼ - Roda JC Kerkrade ▼ - RKC Waalwijk ▼ - Achilles ’29 - Almere City - FC Den Bosch - BV De Graafschap - FC Eindhoven - FC Emmen | - Fortuna Sittard - Helmond Sport - MVV Maastricht - FC Oss - Sparta Rotterdam - SC Telstar 1963 - FC Volendam - VVV-Venlo |
| Topklasse (25) (Level 3) | | | |
| - AFC Amsterdam - Ajax Amsterdam Amateure - ADO '20 Heemskerk - BVV Barendrecht - VV Capelle - JVC Cuijk - Excelsior Maassluis                     | - SV De Treffers - EVV Echt - WKE Emmen - GVVV - HBS Craeyenhout - HHC Hardenberg                                                                           | - HSC ’21 Haaksbergen - VV IJsselmeervogels - Kozakken Boys - RKSV Leonidas - FC Lienden - FC Lisse                                             | - Rijnsburgse Boys - SVV Scheveningen - VV Sint Bavo - ONS Bosno Sneek - SV Spakenburg - VV UNA                            |
| Hoofdklasse (13) (Level 4) | | | |
| - ASWH - VV De Bataven - ASV De Dijk - VV De Valk                                                                                                  | - SV DOSKO - Friesche VC - VV Flevo Boys | - VV Haaglandia - SV Juliana '31 - Meppeler SC                                                                                                  | - VV Noordwijk - JOS Watergraafsmeer - SV Urk                                                                              |
| Eerste Klasse (5) (Level 5) | Tweede Klasse (6) (Level 6) | Tweede Klasse (6) (Level 6) | Derde Klasse (1) (Level 7)                                                                                                 |
| - SV Deltasport Vlaardingen - VV DOS '37 - EHC Hoensbroek - Sportlust '46 - ZVV Pelikaan                                                           | - RKSV De Ster - VV Oude Maas - SC Spirit '30 | - Stormvogels '28 - WAVV - ZSV Zeilberg | - Sportclub Feyenoord |

## Termine
| Runde         | Termine                |
| ------------- | ---------------------- |
| 1. Runde      | 26. – 27. August 2014  |
| 2. Runde      | 23.–25. September 2014 |
| 3. Runde      | 28.–30. Oktober 2014   |
| Achtelfinale  | 16.–20. Dezember 2014  |
| Viertelfinale | 27. – 28. Januar 2015  |
| Halbfinale    | 7. – 8. April 2015     |
| Finale        | 3. Mai 2015            |

## 1. Runde
Teilnehmer: 42 der 50 qualifizierten Amateurmannschaften; die Übrigen waren über sportliche Erfolge der Vorsaison oder Freilose für die 2. Runde gesetzt.
| Datum      |                               | Ergebnis             |                         |
| ---------- | ----------------------------- | -------------------- | ----------------------- |
| 26.08.2014 | Kozakken Boys (3)             | 7:0 (2:0)            | Stormvogels '28 (6)     |
| 27.08.2014 | VV Capelle (3)                | 3:2 n. V. (2:2, 2:1) | EHC Hoensbroek (5)      |
| 27.08.2014 | VV DOS '37 (5)                | 6:1 (3:0)            | WAVV (6)                |
| 27.08.2014 | ZSV Zeilberg (6)              | 0:4 (0:2)            | FC Lisse (3)            |
| 27.08.2014 | HBS Craeyenhout (3)           | 6:1 (2:1)            | SV Juliana '31 (4)      |
| 27.08.2014 | Friesche VC (4)               | 1:2 (0:1)            | Sportlust '46 (5)       |
| 27.08.2014 | ADO '20 Heemskerk (3)         | 0:1 (0:1)            | SVV Scheveningen (3)    |
| 27.08.2014 | VV IJsselmeervogels (3)       | 1:3 (0:1)            | JVC Cuijk (3)           |
| 27.08.2014 | ASWH (4)                      | 4:1 (4:1)            | HSC ’21 Haaksbergen (3) |
| 27.08.2014 | Ajax Amsterdam Amateure (3)   | 4:0 (2:0             | VV De Valk (4)          |
| 27.08.2014 | SV Deltasport Vlaardingen (5) | 1:0 (0:0)            | RKSV Leonidas (3)       |
| 27.08.2014 | VV Oude Maas (6)              | 1:3 n. V. (1:1, 1:1  | SV DOSKO (4)            |
| 27.08.2014 | WKE Emmen (3)                 | 1:0 (0:0)            | ZVV Pelikaan (5)        |
| 27.08.2014 | VV Flevo Boys (4)             | 6:2 (3:0)            | VV Haaglandia (4)       |
| 27.08.2014 | BVV Barendrecht (3)           | 2:1 n. V. (1:1, 0:0) | RKSV De Ster (6)        |
| 27.08.2014 | Sportclub Feyenoord (7)       | 2:4 n. V. (1:1, 1:0) | ASV De Dijk (4)         |
| 27.08.2014 | Meppeler SC (4)               | 1:2 (1:0)            | ONS Bosno Sneek (3)     |
| 27.08.2014 | VV De Bataven (4)             | 1:3 (0:0)            | SV Urk (4)              |
| 27.08.2014 | JOS Watergraafsmeer (4)       | 2:1 (0:1)            | VV Noordwijk (4)        |
| 27.08.2014 | EVV Echt (3)                  | 4:0 (1:0)            | SC Spirit '30 (6)       |
| 27.08.2014 | FC Lienden (3)                | 0:1 (0:0)            | Excelsior Maassluis (3) |

In Klammern das jeweilige Ligalevel.

## 2. Runde
In dieser Runde stiegen die 35 Profiklubs aus Eredivisie und Eerste Divisie sowie die acht gesetzten Amateurmannschaften ein; komplettiert wurde das 64er Feld durch die 21 Gewinner der 1. Runde. Mannschaften, die in einem europäischen Pokalwettbewerb antraten, konnten nicht gegeneinander gelost werden. Amateure hatten gegen Profiteams Heimrecht (nur in dieser Runde).
| Datum      |                               | Ergebnis                         |                         |
| ---------- | ----------------------------- | -------------------------------- | ----------------------- |
| 23.09.2014 | Rijnsburgse Boys (3)          | 0:3 (0:1)                        | Sparta Rotterdam (2)    |
| 23.09.2014 | VV Capelle (3)                | 0:1 (0:0)                        | FC Volendam (2)         |
| 23.09.2014 | SVV Scheveningen (3)          | 4:1 (1:0)                        | FC Lisse (3)            |
| 23.09.2014 | VV Sint Bavo (3)              | 1:2 (0:1)                        | Vitesse Arnheim (1)     |
| 23.09.2014 | SV Spakenburg (3)             | 3:4 (1:2)                        | NAC Breda (1)           |
| 23.09.2014 | Ajax Amsterdam Amateure (3)   | 2:2 n. V. (1:1, 1:1) (3:5 i. E.) | NEC Nijmegen (2)        |
| 23.09.2014 | Almere City (2)               | 2:2 n. V. (2:2, 1:1) (2:0 i. E.) | ADO Den Haag (1)        |
| 23.09.2014 | SV Deltasport Vlaardingen (5) | 2:1 (1:0)                        | Willem II Tilburg (1)   |
| 23.09.2014 | Excelsior Maassluis (3)       | 1:4 (1:1)                        | FC Emmen (2)            |
| 23.09.2014 | VV Flevo Boys (4)             | 1:0 (1:0)                        | VV DOS '37 (5)          |
| 23.09.2014 | HHC Hardenberg (3)            | 1:0 (0:0)                        | RKC Waalwijk (2)        |
| 23.09.2014 | Kozakken Boys (3)             | 1:2 n. V. (1:1, 0:0)             | Sportlust '46 (5)       |
| 23.09.2014 | ONS Bosno Sneek (3)           | 0:3 (0:2)                        | FC Dordrecht (1)        |
| 23.09.2014 | VVV-Venlo (2)                 | 0:0 n. V. (4:2 i. E.)            | FC Eindhoven (2)        |
| 23.09.2014 | Roda JC Kerkrade (2)          | 2:1 (1:0)                        | SC Heerenveen (1)       |
| 24.09.2014 | AFC Amsterdam (3)             | 0:2 (0:1)                        | Excelsior Rotterdam (1) |
| 24.09.2014 | ASV De Dijk (4)               | 4:7 n. V. (4:4, 2:2)             | Fortuna Sittard (2)     |
| 24.09.2014 | HBS Craeyenhout (3)           | 1:2 (0:1)                        | Heracles Almelo (1)     |
| 24.09.2014 | SV DOSKO (4)                  | 0:1 (0:1)                        | BV De Graafschap (2)    |
| 24.09.2014 | JOS Watergraafsmeer (4)       | 0:9 (0:3)                        | Ajax Amsterdam (1)      |
| 24.09.2014 | ASWH (4)                      | 2:3 (0:2)                        | WKE Emmen (3)           |
| 24.09.2014 | BVV Barendrecht (3)           | 1:4 (0:2)                        | FC Groningen (1)        |
| 24.09.2014 | SV De Treffers (3)            | 2:1 n. V. (1:1, 1:1)             | SC Telstar 1963 (2)     |
| 24.09.2014 | EVV Echt (3)                  | 0:1 (0:1)                        | AZ Alkmaar (1)          |
| 24.09.2014 | FC Den Bosch (2)              | 0:4 (0:0)                        | SC Cambuur (1)          |
| 24.09.2014 | JVC Cuijk (3)                 | 1:2 (0:1)                        | GVVV (3)                |
| 24.09.2014 | MVV Maastricht (3)            | 4:3 n. V. (2:2, 2:0)             | Helmond Sport (2)       |
| 24.09.2014 | PEC Zwolle (1)                | 3:2 (1:1)                        | FC Oss (2)              |
| 24.09.2014 | SV Urk (4)                    | 2:1 (1:0)                        | VV UNA (3)              |
| 23.09.2014 | Go Ahead Eagles (1)           | 2:0 (1:0)                        | Feyenoord Rotterdam (1) |
| 25.09.2014 | Achilles ’29 (2)              | 1:3 (0:2)                        | FC Twente Enschede (1)  |
| 25.09.2014 | PSV Eindhoven (1)             | 2:0 (2:0)                        | FC Utrecht (1)          |

In Klammern das jeweilige Ligalevel.

## 3. Runde
Teilnehmer: Die 32 Sieger der 2. Runde
| Datum      |                      | Ergebnis              |                               |
| ---------- | -------------------- | --------------------- | ----------------------------- |
| 28.10.2014 | SV Urk (4)           | 0:4 (0:3)             | AFC Amsterdam (1)             |
| 28.10.2014 | BV De Graafschap (2) | 4:1 (2:0)             | SV Deltasport Vlaardingen (5) |
| 28.10.2014 | Fortuna Sittard (2)  | 2:3 n. V. (2:2, 0:2)  | NAC Breda (1)                 |
| 28.10.2014 | Heracles Almelo (1)  | 6:2 (3:2)             | FC Emmen (2)                  |
| 28.10.2014 | VVV-Venlo (2)        | 2:0 (1:0)             | MVV Maastricht (2)            |
| 28.10.2014 | Vitesse Arnheim (1)  | 2:1 (1:0)             | FC Dordrecht (1)              |
| 29.10.2014 | Almere City (2)      | 1:5 (1:1)             | PSV Eindhoven (1)             |
| 29.10.2014 | SC Cambuur (1)       | 2:0 n. V.             | SVV Scheveningen (3)          |
| 29.10.2014 | FC Volendam (2)      | 3:0 (1:0)             | Sportlust '46 (5)             |
| 29.10.2014 | VV Flevo Boys (4)    | 1:8 (1:3)             | FC Groningen (1)              |
| 29.10.2014 | GVVV (3)             | 0:5 (0:2)             | AZ Alkmaar (1)                |
| 29.10.2014 | PEC Zwolle (1)       | 6:1 (4:1)             | HHC Hardenberg (3)            |
| 29.10.2014 | Go Ahead Eagles (1)  | 0:0 n. V. (4:5 i. E.) | FC Twente Enschede (1)        |
| 30.10.2014 | SV De Treffers (3)   | 1:3 (0:1)             | NEC Nijmegen (2)              |
| 30.10.2014 | WKE Emmen (3)        | 0:3 (0:1)             | Excelsior Rotterdam (1)       |
| 30.10.2014 | Roda JC Kerkrade (2) | 4:2 n. V. (2:2, 1:1)  | Sparta Rotterdam (2)          |

In Klammern das jeweilige Ligalevel.

## Achtelfinale
| Datum      |                         | Ergebnis             |                        |
| ---------- | ----------------------- | -------------------- | ---------------------- |
| 16.12.2014 | VVV-Venlo (2)           | 0:1 (0:1)            | PEC Zwolle (1)         |
| 16.12.2014 | Heracles Almelo (1)     | 0:3 (0:1)            | SC Cambuur (1)         |
| 17.12.2014 | BV De Graafschap (2)    | 2:4 (1:2)            | FC Twente Enschede (1) |
| 17.12.2014 | AZ Alkmaar (1)          | 2:1 (1:0)            | NEC Nijmegen (2)       |
| 17.12.2014 | FC Groningen (1)        | 3:0 (1:0)            | FC Volendam (2)        |
| 18.12.2014 | Excelsior Rotterdam (1) | 6:0 (2:0)            | NAC Breda (1)          |
| 18.12.2014 | Ajax Amsterdam (1)      | 0:4 (0:4)            | Vitesse Arnheim (1)    |
| 20.12.2014 | Roda JC Kerkrade (2)    | 3:2 n. V. (2:2, 1:1) | PSV Eindhoven (1)      |

In Klammern das jeweilige Ligalevel.

## Viertelfinale
| Datum      |                        | Ergebnis             |                         |
| ---------- | ---------------------- | -------------------- | ----------------------- |
| 27.01.2015 | SC Cambuur (1)         | 2:3 n. V. (2:2, 0:1) | PEC Zwolle (1)          |
| 27.01.2015 | FC Twente Enschede (1) | 3:0 (2:0)            | AZ Alkmaar (1)          |
| 28.01.2015 | Roda JC Kerkrade (2)   | 1:4 (0:3)            | Excelsior Rotterdam (1) |
| 28.01.2015 | FC Groningen (1)       | 4:0 (0:0)            | Vitesse Arnheim (1)     |

In Klammern das jeweilige Ligalevel.

## Halbfinale
| Datum      |                        | Ergebnis                         |                         |
| ---------- | ---------------------- | -------------------------------- | ----------------------- |
| 07.04.2015 | FC Twente Enschede (1) | 1:1 n. V. (1:1, 0:0) (2:4 i. E.) | PEC Zwolle (1)          |
| 08.04.2015 | FC Groningen (1)       | 3:0 (1:0)                        | Excelsior Rotterdam (1) |

In Klammern das jeweilige Ligalevel.

## Finale
| PEC Zwolle                                   | PEC Zwolle | FC Groningen | FC Groningen |
| -------------------------------------------- | --- | --- | ------------ |
| PEC Zwolle                                   | \| 3. Mai 2015, 18:00 Uhr in Rotterdam, De Kuip \| \| Ergebnis: 0:2 (0:1) \| \| Zuschauer: 50.000 \| \| Schiedsrichter: Richard Liesveld \| \| Spielbericht \|                                                                                       | \| 3. Mai 2015, 18:00 Uhr in Rotterdam, De Kuip \| \| Ergebnis: 0:2 (0:1) \| \| Zuschauer: 50.000 \| \| Schiedsrichter: Richard Liesveld \| \| Spielbericht \| | FC Groningen |
| PEC Zwolle                                   | Warner Hahn – Bram van Polen , Thomas Lam (81. Stef Nijland), Joost Broerse (66. Trent Sainsbury), Bart van Hintum – Mustafa Saymak, Ben Rienstra – Jody Lukoki, Jesper Drost, Ryan Thomas (81. Sheraldo Becker) – Tomáš Necid Cheftrainer: Ron Jans | Sergio Padt – Johan Kappelhof, Rasmus Lindgren, Eric Botteghin, Lorenzo Burnet (46. Hans Hateboer) – Maikel Kieftenbeld , Simon Tibbling – Albert Rusnák, Tjaronn Chery, Mimoun Mahi (62. Jarchinio Antonia) – Michael de Leeuw (85. Juninho Bacuna) Cheftrainer: Erwin van de Looi | FC Groningen |
| PEC Zwolle                                   | 0:1 Albert Rusnák (64.) 0:2 Albert Rusnák (75.) | | FC Groningen |
| 3. Mai 2015, 18:00 Uhr in Rotterdam, De Kuip | | |              |
| Ergebnis: 0:2 (0:1)                          | | |              |
| Zuschauer: 50.000                            | | |              |
| Schiedsrichter: Richard Liesveld             | | |              |
| Spielbericht                                 | | |              |